# Savate

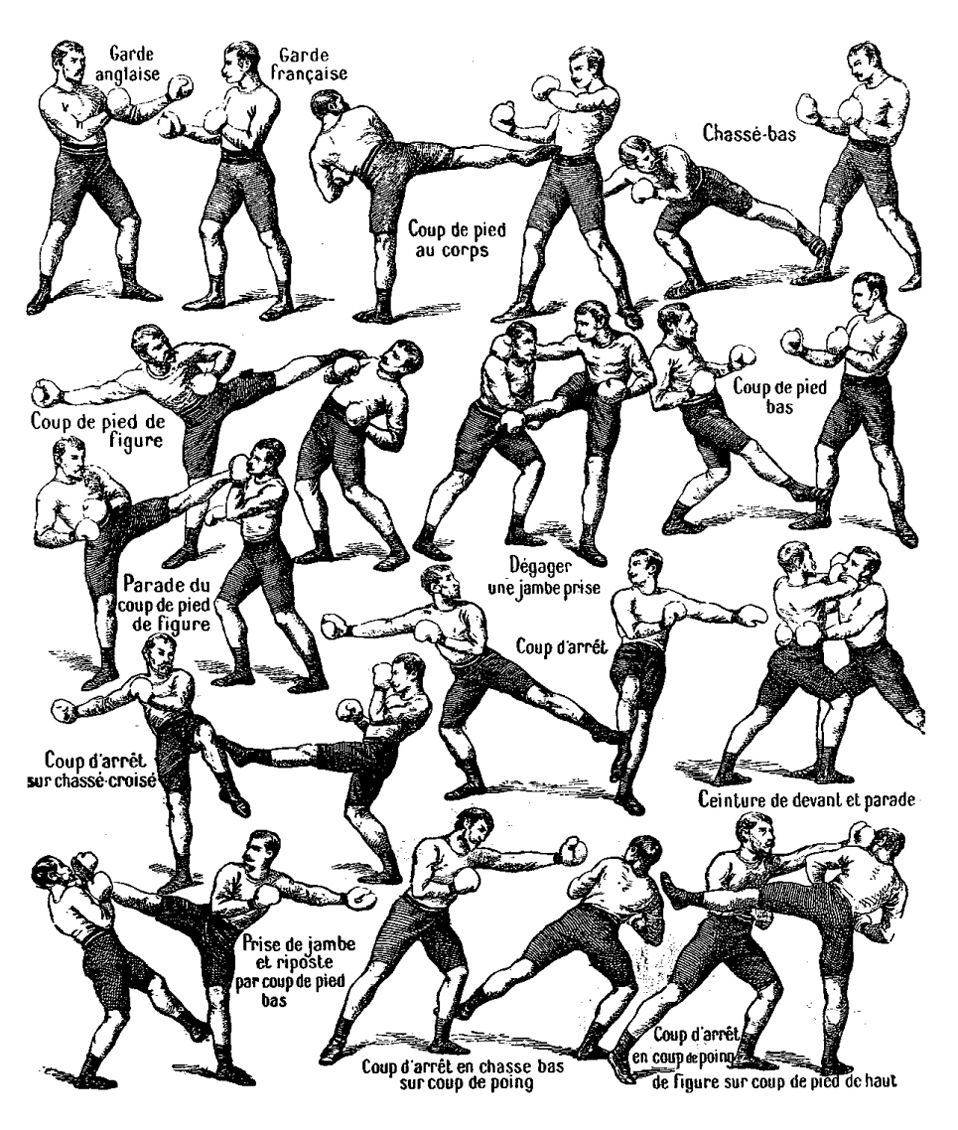
SAVATE

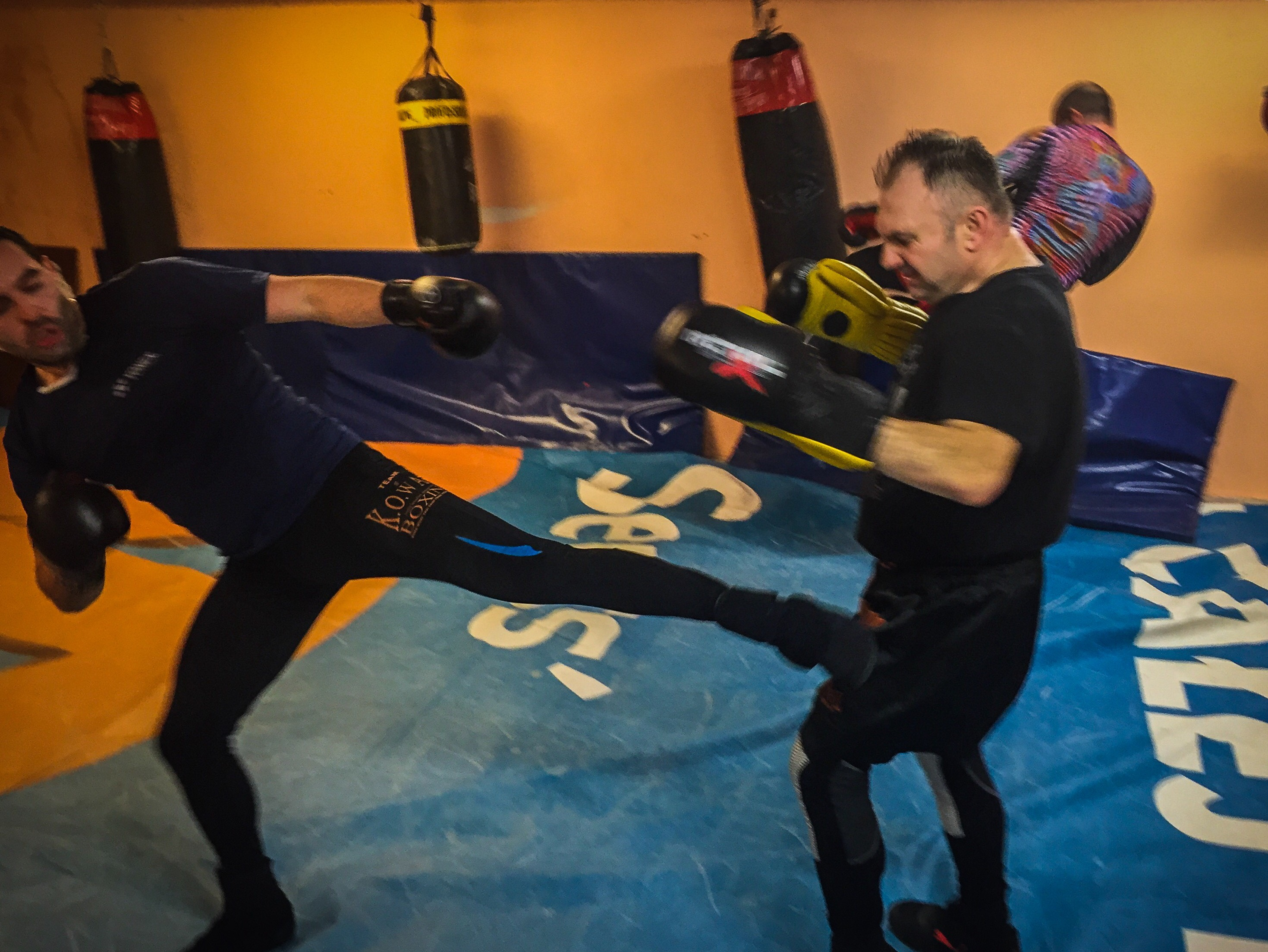
AKADEMIA SAVATE TRENING

Savate [sæ'væt] lub boks francuski (French boxing) – francuska sztuka walki  powstała w XVII wieku. Stworzono ją w środowisku arystokratycznym - ale również wpływ mieli na nią marynarze - dla celów samoobrony w ulicznej walce z uzbrojonym przeciwnikiem. Duże znaczenie miały tu techniki nożne, stosowane w celu utrzymania dystansu. Z czasem savate zostało wzbogacone o techniki zaczerpnięte z boksu angielskiego. Charakterystyczną cechą odróżniającą savate od pozostałych sportów walki jest to, że zawodnicy zwyczajowo walczą w butach. Daje to możliwości walki o skuteczności której nie spotykamy w innych sportach kopanych. W savate rozróżniamy kilka formuł tradycyjnych i sportowych. Nazwa savate pochodzi z języka francuskiego i znaczy „stary but” lub „bucior”, ponieważ podczas walk ulicznych chuligani zadawali kopnięcia swoimi ciężkimi buciorami.
Trening savate combat polega na sparingach i przygotowaniach do pełnokontaktowych walk. Istnieje też lekko kontaktowa formuła savate assaut. Kolorowe okrągłe plakietki z symbolem rękawicy bokserskiej na stroju zawodnika oznaczają poziom jego zaawansowania. Kiedy zawodnik osiągnie poziom srebrnej rękawicy,  jest to równoważne z czarnym pasem w karate, trening takiego zawodnika  polega głównie na staczaniu kolejnych walk bokserskich.

## Znani praktycy
W Polsce Piotr Kowal Kowalczyk, na świecie Gioacchino Rossini, Lord Byron, Dumas, Richard Sylla, Michel Casseux, Joseph Charlemont, Gerard Gordeau, Ernesto Hoost, Cheick Kongo, Alain Ngalani, Charles Lecour, Christian M’Pumbu, Ludovic Millet, Fred Royers, Andrè Panza, Paolo Biotti, François Pennacchio, Pierre Vigny, Max Greco, Alexandre Walnier, Bertrand Soncourt, Amri Madani, Farid Khider, Christophe Landais, Enoch Effah, Arnaud de Pape, Johnny Catherine, Jacques Dobaria, Kader Kessaghli, Derenik Sargsyan, Fathi Mira, Jérôme Huon, Tony Ancelin, Ismaila Sarr, Djibrine Fall-Télémaque Cyrielle Girodias, Julie Burton, Slimane Sissoko, Julie Lazard, Mike et Sullivan Lambret, Richard et Romain Carbone.

## Komplementarne sztuki walki
- Lutte Parisian – styl zapaśniczy, do połowy XIX wieku często rywalizujący z savate, które z czasem wchłonęło jego techniki. W 1970 roku techniki lutte parisian zostały wycofane z oficjalnego  savate sportowego natomiast pozostają nadal w użyciu w formułach bardziej użytecznych i tradycyjnych np. self defense.
- La Canne/Le Baton – zestaw technik walki przy użyciu laski, kija lub długiego kija pod koniec XIX wieku przyjęty przez armię francuską i nauczany w Joinville Le Pont, w 1900 i 1924 roku prezentowany na Igrzyskach Olimpijskich, savate canne funkcjonowało zawsze jako formuła w savate tradycyjnym. W latach 1978–2000 Maurice Sarry ustandaryzował techniki la canne i wprowadził zasady sportowe. Pierwsze międzynarodowe mistrzostwa odbyły się w 2004 roku na wyspie Reunion. Obecnie co roku naprzemiennie odbywają się Mistrzostwa Europy i Świata w tej dyscyplinie.
- Handi savate – formuła dla osób niepełnosprawnych w większości dla wózkarzy.
- Aero savate – formuła aerobikowa z elementami savate. Funkcjonuje jako ćwiczenia grupowe na sali lub zawody sportowe  par lub grup synchronicznych.
- Można wyróżnić jeszcze savate combat libre, savate self defense.

## Savate w Polsce
Pierwszy polski podręcznik zawierający elementy Savate, Gimnastyka policyjna autorstwa Stanisława Szczepkowskiego, ukazał się w Warszawie w 1917 roku. Temat ten został rozwinięty przez Henryka Jeziorowskiego w wydanym w Warszawie w 1927 roku podręczniku Walka wręcz, który został zalecony do szkolenia wojsk lądowych. Książki te zawierały techniki savate i boksu francuskiego (walka na dystans) połączone z technikami ju-jitsu (walka w zwarciu). Obydwie książki dostępne są w Bibliotece Narodowej w Warszawie. Po II wojnie światowej savate zostało w Polsce zapomniane.
Od roku 1999 savate (french boxing - boks francuski) odradza się w Polsce w założonych  przez Piotra Kowala Kowalczyka klubach KOWAL BOXING i AKADEMIA SAVATE, to pierwsze polskie kluby, w których można trenować tę sztukę walki.Trener ten przygotował Reprezentację Polski  na Mistrzostwa Świata w Savate, które odbywały się od 2000 roku ostatnio w 2012 roku w Bułgarii, 2014 we Włoszech, Rzym, 2016 Chorwacja. Popularnością cieszą się formuły walki savate combat i savate assaut oraz savate canne - walka kijami.
Współcześnie podejmuje się w Polsce próby ponownego rozpropagowania sportu, a polscy zawodnicy startują w turniejach odbywających się we Francji i na świecie. Od szeregu lat organizowane są szkolenia i staże m.in. przez klub Kowal Boxing i Akademie Savate, ostatni cykl staży w 2009 roku został zorganizowany w kilku miastach w Warszawie, Pruszkowie i Skierniewicach. Staż prowadzony był przez trenera Piotra Kowalczyka oraz francuskich instruktorów ze Światowej Federacji Savate -Fédération Internationale de Savate. W dniach 24-25 września 2010 roku w Paryżu reprezentanci Polski wzięli udział w uniwersyteckich mistrzostwach świata w boksie francuskim - championnats du monde de Savate 2010.

## Savate w filmie
W 1995 roku miał premierę film Savate (polskie tłumaczenia to Na śmierć i życie, Dzikie pięści, wydanie DVD Wściekłe pięści) w reżyserii Isaaca Florentine'a poświęcony właśnie tej sztuce walki.
W filmie Braterstwo wilków z 2001 roku w reżyserii Christophe’a Gansa zostały uwiecznione sceny walki w stylu Savate.